# Конкурс молодых музыкантов «Евровидение-1990»
Евровидение для молодых музыкантов 1990 (англ. Eurovision Young Musicians 1990) — пятый конкурс молодых музыкантов «Евровидение», который прошёл в Австрии в 1990 году. Финал конкурса состоялся 29 мая 1990 года в концертном зале  «Музикферайн» в Вене. Победу на конкурсе одержал участник из Нидерландов пианист Ник ван Острум. Музыканты из ФРГ и Бельгии заняли второе и третье место соответственно.
Организаторами конкурса выступили Австрийская общественная телерадиокомпания и Европейский вещательный союз. В конкурсе приняли участие молодые музыканты в возрасте до 19 лет из 18 стран Европы. На конкурсе дебютировали Греция и Португалия.

## Место проведения

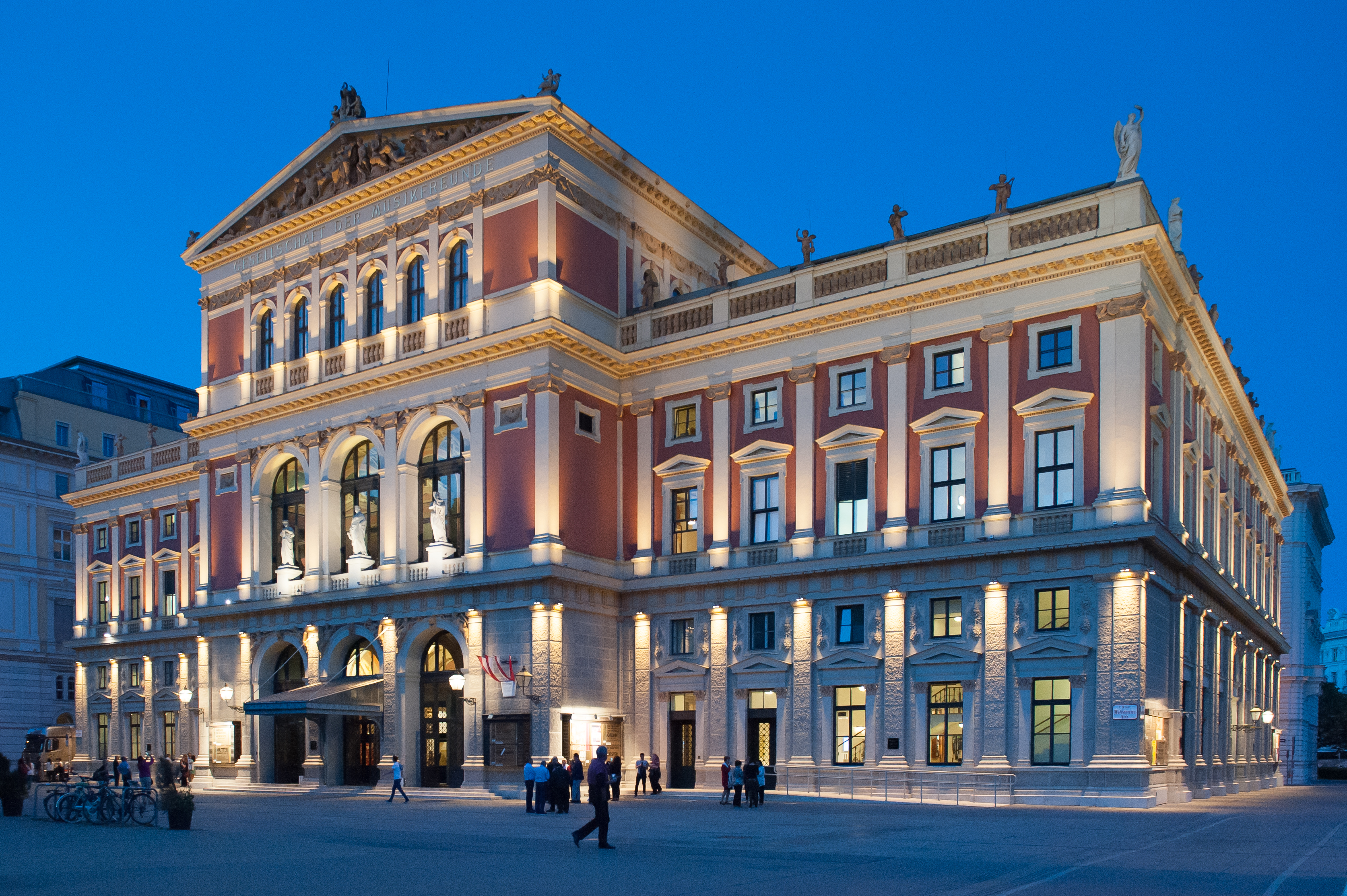
Дом Венского музыкального собрания в Вене

Местом проведения конкурса была выбрана столица и крупнейший город Австрии — Вена. Финал конкурса прошёл в концертом зале «Музикферайн», также называемом Домом Венского музыкального общества.
Здание Музикферайна на площади Карлсплац, недалеко от роскошного бульвара Рингштрассе, построено в качестве нового концертного зала для «Венского общества любителей музыки» на земельном участке, отведённом императором Францем Иосифом I в 1863 году. Проект здания в неоклассическом стиле древнегреческого храма разработал Теофил фон Хансен. Музикферайн был открыт императором Францем Иосифом 6 июня 1870 года. Первый концерт здесь состоялся 6 января 1870 года.
Музикферайн включает в себя большой концертный зал («Золотой зал»), а также маленький – для камерной музыки. «Золотой зал» имеете 1744 сидячих места и ещё 300 стоячих, также он славится своей акустикой – звучание музыки в этом зале уникально во всем мире. Музикферайн считается одним из лучших концертных залов в мире.
С 2004 года в Музикферайне имеется четыре новых зала: «Стеклянный зал», «Металлический зал», «Каменный зал» и «Деревянный зал». Здесь в центре внимания программы находится презентация молодого поколения артистов.
В настоящее время в концертном зале выступают артисты высочайшего ранга и именно из его «Золотого Зала» ежегодно транслируется праздничный новогодний концерт Венского филармонического оркестра. Также здание Музикферайна является резиденцией Венского филармонического оркестра и Венского Певческого общества.

## Формат
К участию в конкурсе допускаются молодые музыканты в возрасте от 10 до 19 лет включительно, с учётом того, что в день проведения финала им не исполнится 20 лет. Причем участниками могут стать только соло-исполнители, не задействованные на профессиональной основе (то есть не получающие прибыли от выступлений). Музыкальный инструмент и программу участник выбирает по своему усмотрению.
Каждый из участников в полуфинале (также именуется предварительным раундом или отборочным туром) и финале исполняет выбранную им программу, состоящую из классических музыкальных произведений. Оценивает выступления конкурсантов профессиональное жюри, каждый член которого обязан присудить баллы от 1 до 10 каждому исполнителю. Из полуфинала по результатам голосования жюри в финал выходит 5 стран-участниц. В финале жюри объявляет тройку победителей.

### Ведущий и оркестр
Ведущим конкурса стала австрийский актёр, режиссёр и писатель Герхард Течингер. Участникам конкурса аккомпанировал Симфонический оркестр Венского радио под руководством израильского дирижёра Пинхаса Штейнберга.

### Жюри
В состав профессионального жюри вошло 7 человек:
- Вацлав Нойман (Председатель)
- Райнер Кухль
- Брайан Поллард
- Чарльз Медлэм
- Карол Дон-Рейнхарт
- Гюнтер Бреест
- Филипп Антремон

## Участники

### Полуфинал
| №  | Страна         | Представитель                 | Инструмент | Произведение (композитор)                                                           | Результат |
| -- | -------------- | ----------------------------- | ---------- | ----------------------------------------------------------------------------------- | --------- |
| 1  | Испания        | Фернандо Альварес Гойкоэчеа   | Аккордеон  | Suite Iberoamericana (Франциско Кано)                                               | —         |
| 2  | Югославия      | Деян Божич                    | Виолончель | Concerto for Cello and Orchestra in B minor Op. 104 (Антонин Дворжак)               | —         |
| 3  | Италия         | Витторио Кэссанти             | Виолончель | Concerto for Cello and Orchestra in D minor (Эдуар Лало)                            | —         |
| 4  | Бельгия        | Кристоф Дельпорт              | Аккордеон  | Concerto for Accordion and Orchestra in B flat major (Николай Чайкин)               | Финалист  |
| 5  | Швеция         | Фредерик Форс                 | Кларнет    | Concerto for Clarinet and Orchestra (Жан Франсе)                                    | —         |
| 6  | Дания          | Миккель Футтруп               | Скрипка    | Concerto for Violin and Orchestra No. 2 in D minor Op. 22 (Генрик Венявский)        | —         |
| 7  | Франция        | Анна Гастинель                | Виолончель | Concerto for Cello and Orchestra in B minor Op. 104 (Антонин Дворжак)               | Финалист  |
| 8  | Австрия        | Кристина Хигер                | Фортепиано | Concerto for Piano and Orchestra No. 2 in A major (Ференц Лист)                     | Финалист  |
| 9  | Финляндия      | Шэрон Джаари                  | Скрипка    | Concerto for Violin and Orchestra No. 2 in D minor Op. 44 (Макс Брух)               | —         |
| 10 | ФРГ            | Кох Габриэль Камеда           | Скрипка    | Concerto for Violin and Orchestra in D major Op. 77 (Иоганнес Брамс)                | Финалист  |
| 11 | Великобритания | Никола Лоуд                   | Скрипка    | Concerto for Violin and Orchestra No. 1 in G minor Op. 26 (Макс Брух)               | —         |
| 12 | Ирландия       | Патрисия Мойнихан             | Флейта     | Concerto for Flute and Orchestra No. 1 in G major K. 313 (Вольфганг Амадей Моцарт)  | —         |
| 13 | Португалия     | Антонио Мигель Камолас Китало | Труба      | Concerto for Trumpet and Strings in E flat major (Йозеф Гайдн)                      | —         |
| 14 | Швейцария      | Рафаэль Розенфельд            | Виолончель | Concerto for Cello and Orchestra No. 1 in A minor Op. 33 (Камиль Сен-Санс)          | —         |
| 15 | Норвегия       | Гудрун Скреттинг              | Фортепиано | Symphony Variations for Piano and Orchestra (Сезар Франк)                           | —         |
| 16 | Кипр           | Константинос Стилиан          | Фортепиано | Concerto for Piano and Orchestra No. 1 in E flat major (Ференц Лист)                | —         |
| 17 | Греция         | Яннис Цзыцзеликисз            | Виолончель | Variations Op. 33 on a Rococo Theme for Cello and Orchestra (Пётр Ильич Чайковский) | —         |
| 18 | Нидерланды     | Ник ван Острум                | Фортепиано | Concerto for Piano and Orchestra in A minor Op. 16 (Эдвард Григ)                    | Финалист  |

### Финал
| № | Страна     | Участник            | Инструмент | Произведение (Композитор)                                                   | Результат    |
| - | ---------- | ------------------- | ---------- | --------------------------------------------------------------------------- | ------------ |
| 1 | Нидерланды | Ник ван Острум      | Фортепиано | Concert for Piano and Orchestra a-minor op. 16, 1 Mov. (Эдвард Григ)        | Победитель   |
| 2 | Австрия    | Кристина Хигер      | Фортепиано | Concert for Piano and Orchestra num. 2, A-major (Ференц Лист)               | —            |
| 3 | Бельгия    | Кристоф Дельпорт    | Аккордеон  | Concert for Accordion and Orchestra B-Major, 2 and 1 mov. (Николай Чайкин)  | Третье место |
| 4 | ФРГ        | Кох Габриэль Камеда | Скрипка    | Concert for Violin and Orchestra, D-Major, op. 77, 1 mov. (Иоганнес Брамс)  | Второе место |
| 5 | Франция    | Анна Гастинель      | Виолончель | Concert for Cello and Orchestra, H-Minor, op. 104, 1 mov. (Антонин Дворжак) | —            |